# Harold Thorby
Harold Victor Campbell Thorby (2. října 1888, Sydney – 1. ledna 1973, Sydney) byl australský politik, který reprezentoval volební okrsek Calare v parlamentu mezi lety 1931 až 1940. V letech 1937 až 1940 byl také místopředsedou National Party of Australia. Byl také ministrem ve vládách Josepha Lyonse, Earle Page a Roberta Menziese.

## Mládí
Harold Thorby se narodil v Sydney, ve čtvrti Annandale. Vzdělával se na školách Geurie Public School a Sydney Grammar School a pracoval na farmě svého dědečka v Geurie. Studoval veterinární vědu, architekturu a třídění vlny a stal se chovatelem. V roce 1916 si vzal za ženu Veru Lyndu Morley, se kterou měl dvě dcery.

## Státní politika
Od roku 1922 do roku 1927 byl členem Zákonodárného shromáždění Nového Jižního Walesu za tříčlenný volební okrsek Wammerawa. Thorby v té době byl členem strany Australian Country Party (dnešní National Party of Australia). V roce 1927 došlo k rozdělení volebního okrsku a Thorby byl opět zvolen, tentokrát za okrsek Castlereagh. Toto křeslo si udržel do roku 1930, kdy byl ve volbách poražen Josephem Alfredem Clarkem z Labor Party. Mezi lety 1927 a 1930 byl také ministrem zemědělství Nového Jižního Walesu ve vládě Thomase Bavina. Byl také předsedou komise pro zachování vodních zdrojů a zavodňování v době, kdy započala stavba přehrady Wyangala, byla dokončena přehrada Burrinjuck a také byla rozšířena Hawkesbury Agricultural College (zemědělská vysoká škola).

## Federální politika

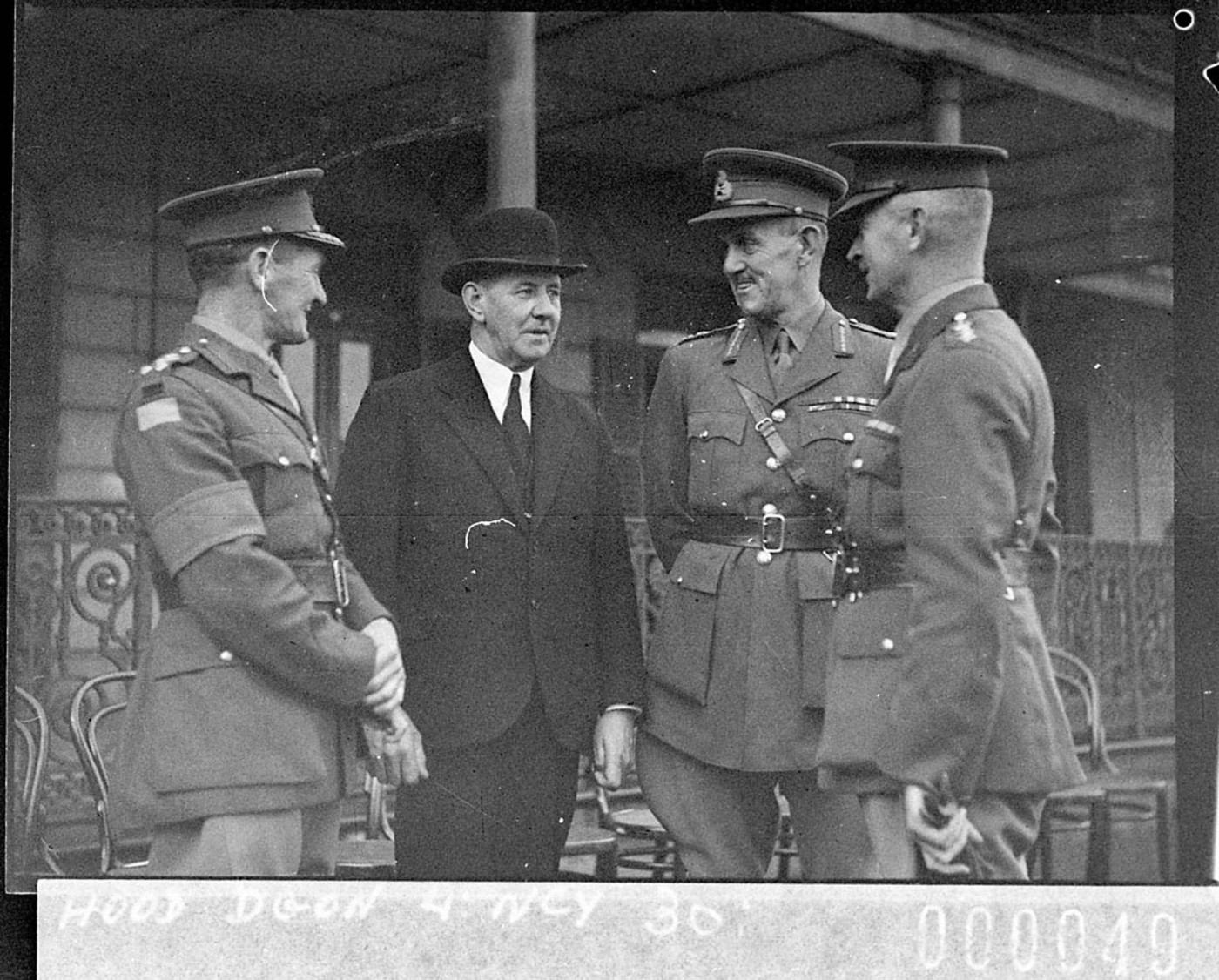
Harold Thorby jako ministr obrany hovoří s vyššími důstojníky, 1938

Ve všeobecných federálních volbách v roce 1931 byl zvolen v okrsku Calare do parlamentu. Toto křeslo si udržel až do voleb v roce 1940. Od listopadu 1934 do listopadu 1937 byl ministrem bez portfeje ve vládě Josepha Lyonse. V roce 1937 byl zvolen místopředsedou Australian Country Party, kdy během druhé volby porazil o jediný hlas Johna McEwena. Následně od listopadu 1937 do listopadu 1938 zastával funkci ministra obrany. V listopadu 1938 byl také ministrem práce a ministrem pro civilní letectví. V dubnu 1939 opustil ministerské pozice poté, co Australian Country Party odmítla účast ve vládě Roberta Menziese. Poté, co došlo k vytvoření koaliční vlády v březnu 1940, se Thorby stal ministrem zdravotnictví a také ministrem zodpovědným za telegrafní služby.

## Konec života
Během voleb v roce 1940 byl poražen Johem Breenem, stejně jako při snaze získat křeslo ve státním parlamentu za volebním okrsek Dubbo v roce 1941 a neuspěl ani u federálních voleb v letech 1943 a 1946. Vrátil se proto do Wongarbonu, kde se na pozemcích rodiny své manželky věnoval opět farmaření. Nadále zůstával aktivní ve Sdružení chovatelů, stejně jako v Australian Country Party. V roce 1958 ovdověl. Znovu se oženil v roce 1960, kdy si vzal za ženu Alfredu Rogers Smith. Zemřel ve svém domě v Sydney 1. ledna 1973.